# Iglesia de Santa Maria della Concezione en Campo Marzio

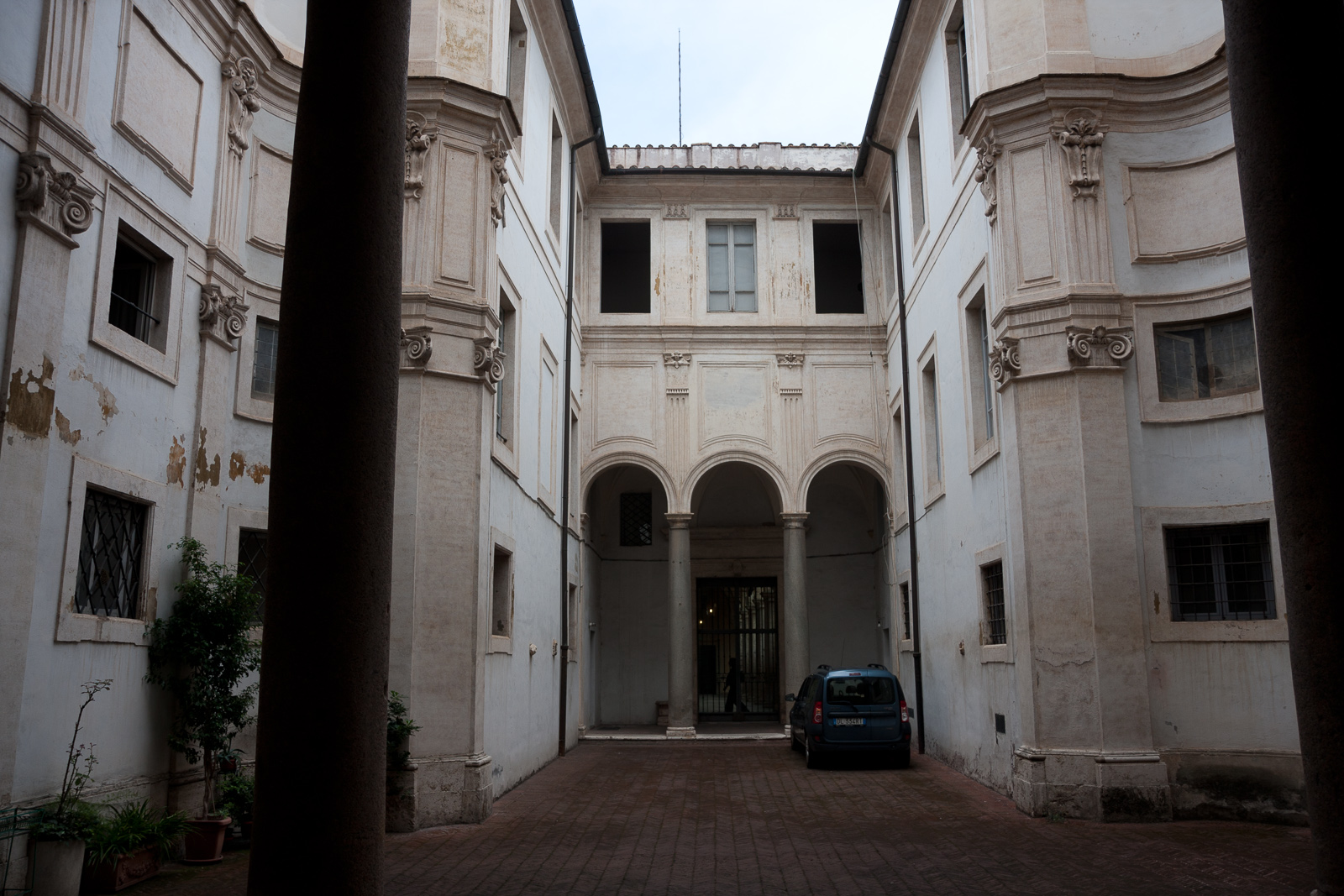
Entrada

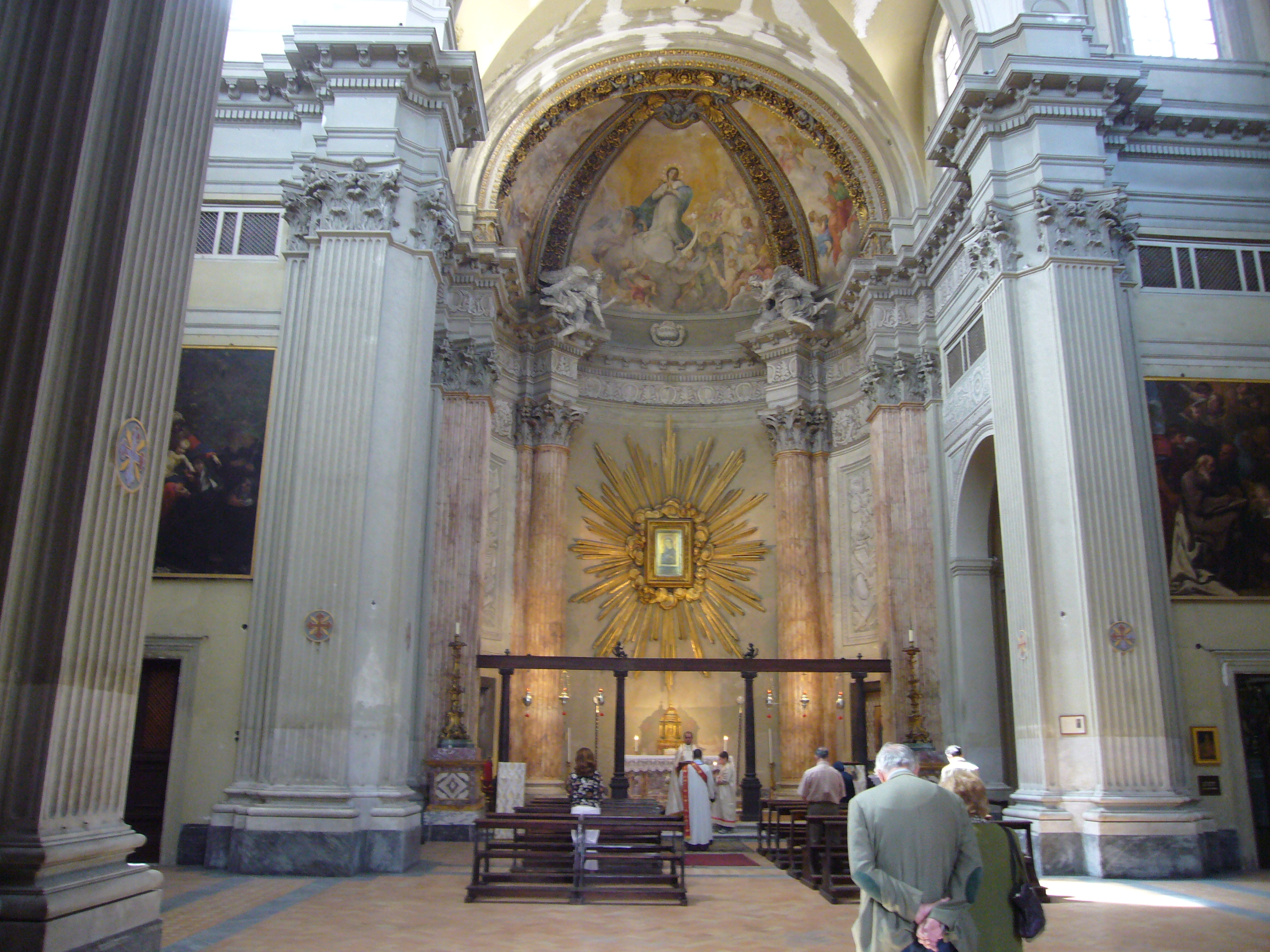
Interno

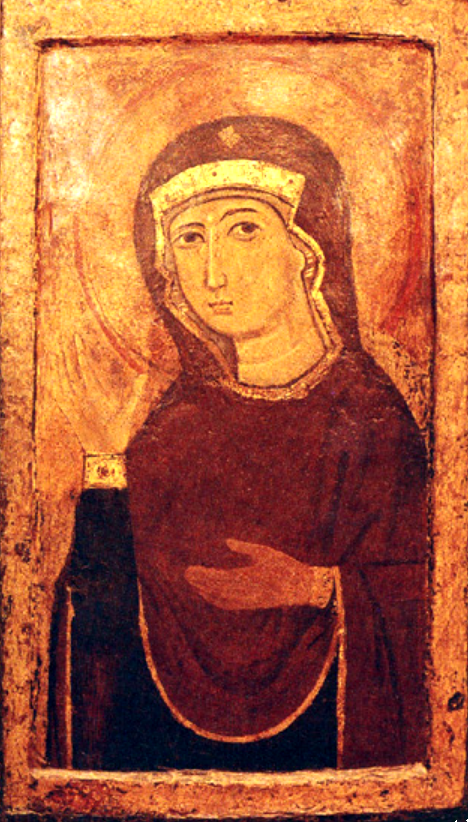
Nuestra Señora Abogada

La iglesia de Santa Maria della Concezione en Campo Marzio es un lugar de culto católico en el centro histórico de Roma, ubicado en el distrito de Campo Marzio, en Piazza Campo Marzio; la rectoría de rito siroantioqueño del mismo nombre insiste en ello.

## Historia
Los orígenes de la iglesia y del monasterio adjunto, según la tradición, están relacionados con el conflicto entre iconódulos e iconoclastas en el Imperio bizantino: en el siglo VIII, algunas monjas basilianas, escapadas de Constantinopla, habrían traído a Roma, con otras reliquias, el cuerpo de San Gregorio Nazianzeno, y habría sido instalado por el papa Zaccaria en esta parte de Campo Marzio, donde habría fundado un convento con una capilla anexa dedicada a María. El cuerpo de San Gregorio habría sido colocado en un oratorio cercano a la iglesia.
El documento más antiguo atribuible al monasterio es una carta fechada el 6 de octubre de 937 del Regestum Sublacense.
Entre 1562 y 1564 la abadesa Chiarina Colonna hizo construir una nueva iglesia en el lugar de la antigua capilla y oratorio de San Gregorio, accesible tanto desde el convento como desde el exterior. La iglesia fue dedicada a Santa María en Campo Marzio. Era un edificio de una sola nave y un ábside rectangular en la parte trasera. El cuerpo de San Gregorio fue luego trasladado en 1580 a San Pedro en el Vaticano.
En el siglo XVII el convento fue ampliado y arreglado con obras terminadas hacia 1660, bajo la dirección de Carlo Maderno y Francesco Peparelli . La iglesia del siglo XVI fue completamente reconstruida por voluntad de la abadesa Maria Olimpia Pani, según un proyecto de Giovanni Antonio De Rossi.
Durante las excavaciones para la ampliación del monasterio (1777) se descubrió la columna que en 1856 se colocó en Piazza di Spagna para servir de base a la estatua de la Virgen Inmaculada, en memoria del dogma recién proclamado por el Papa Pío IX.
Durante el período napoleónico, la iglesia fue desconsagrada y utilizada como sede de la lotería. Fue reabierto al público en 1816, y hoy se oficia con el rito siroantioqueño. Es la sede de la oficina del fiscal en la Santa Sede del Patriarcado de Antioquía de los Sirios.

## Descripción
La fachada de la iglesia está precedida por un patio interior del monasterio, al que se puede acceder desde el lado de la Piazza Campo Marzio y tiene un pórtico inferior con tres arcos.
En el patio se conserva una placa que invita a las mujeres a lavarse bien la conciencia como se lava la ropa.
El interior tiene planta de cruz griega con un brazo longitudinal más alargado y está cubierto por una cúpula ovalada en la intersección de los brazos, sostenida por un gran tambor, en el que se abren cuatro óculos, y rematado por una linterna.
Se conserva un Descendimiento de Cristo de Baccio Ciarpi, de la segunda década del siglo XVII, ya presente en la iglesia del siglo XVI, lienzos con Historias de San Benedetto de Lazzaro Baldi, fechados 1685 - 1688, pinturas de Luigi Garzi, fechadas 1686 - 1687. La cuenca del ábside fue pintada al fresco por Plácido Costanzi alrededor de 1730. En la primera capilla de la derecha hay una tabla con el Nacimiento de la Virgen, pintada hacia 1660 y recientemente atribuida a Plautilla Bricci 1616 - 1705.
En el altar mayor se encuentra la imagen de la Madonna Avvocata, del siglo XII o XIII.